# René-Joseph Piérard
René-Joseph Piérard né le 6 mars 1899 à Châlons-sur-Marne et mort le 18 septembre 1994 est un prélat français qui a été évêque de Châlons en Champagne du 9 janvier 1948 au 17 septembre 1973.

## Ministères
Il a été ordonné prêtre le 31 mars 1923 puis nommé évêque coadjuteur de Châlons-en-Champagne en ayant le siège titulaire de Juliopolis (de) le 29 décembre 1945. Il a été consacré évêque par Louis-Augustin Marmottin le 19 mars 1946. Il est devenu l'évêque de Châlons-en-Champagne le 9 janvier 1948 et s'est retiré le 17 septembre 1973.

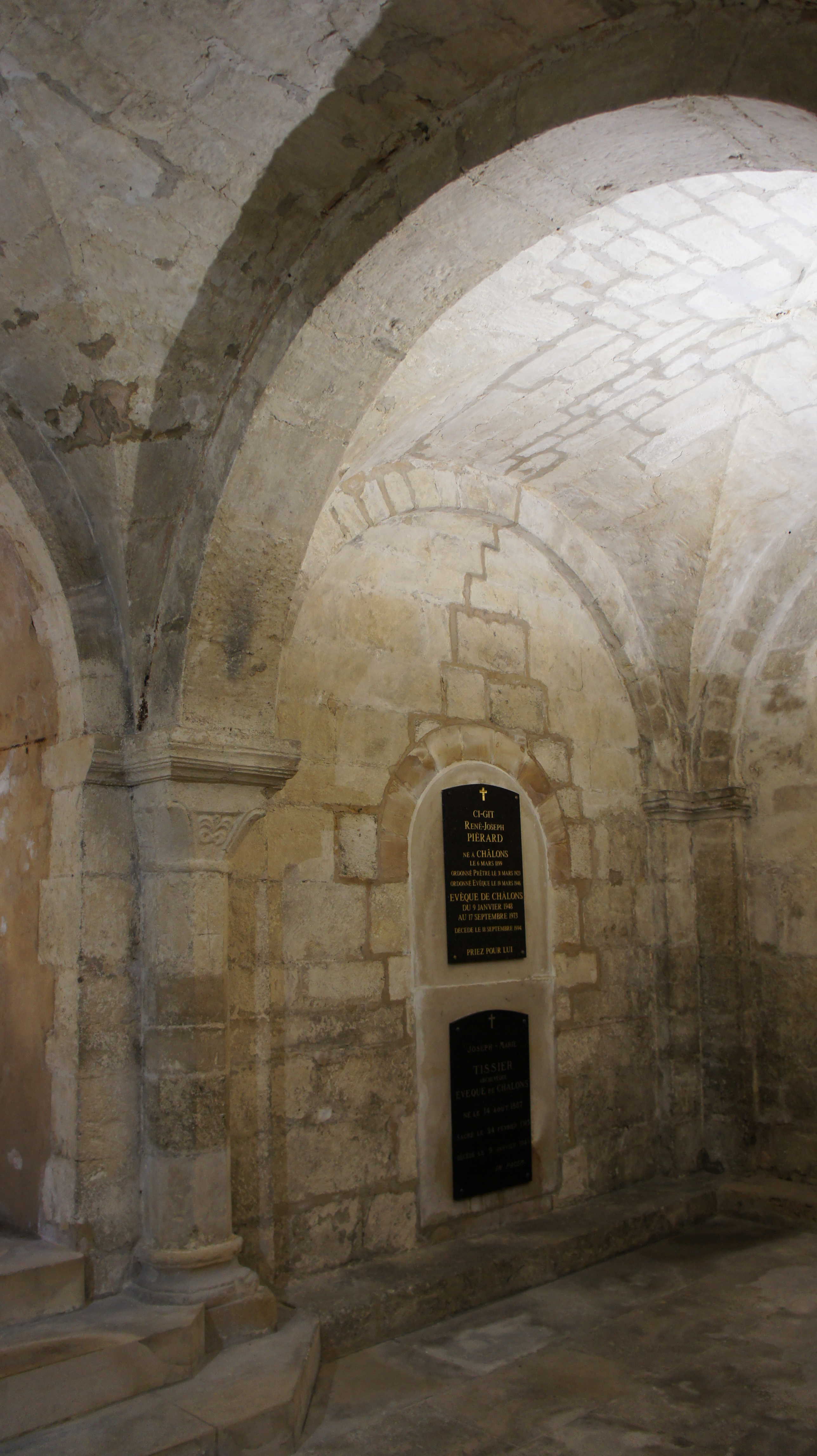
Sa tombe en la crypte de la cathédrale.